# سازمان نجات بنیان خانواده هند

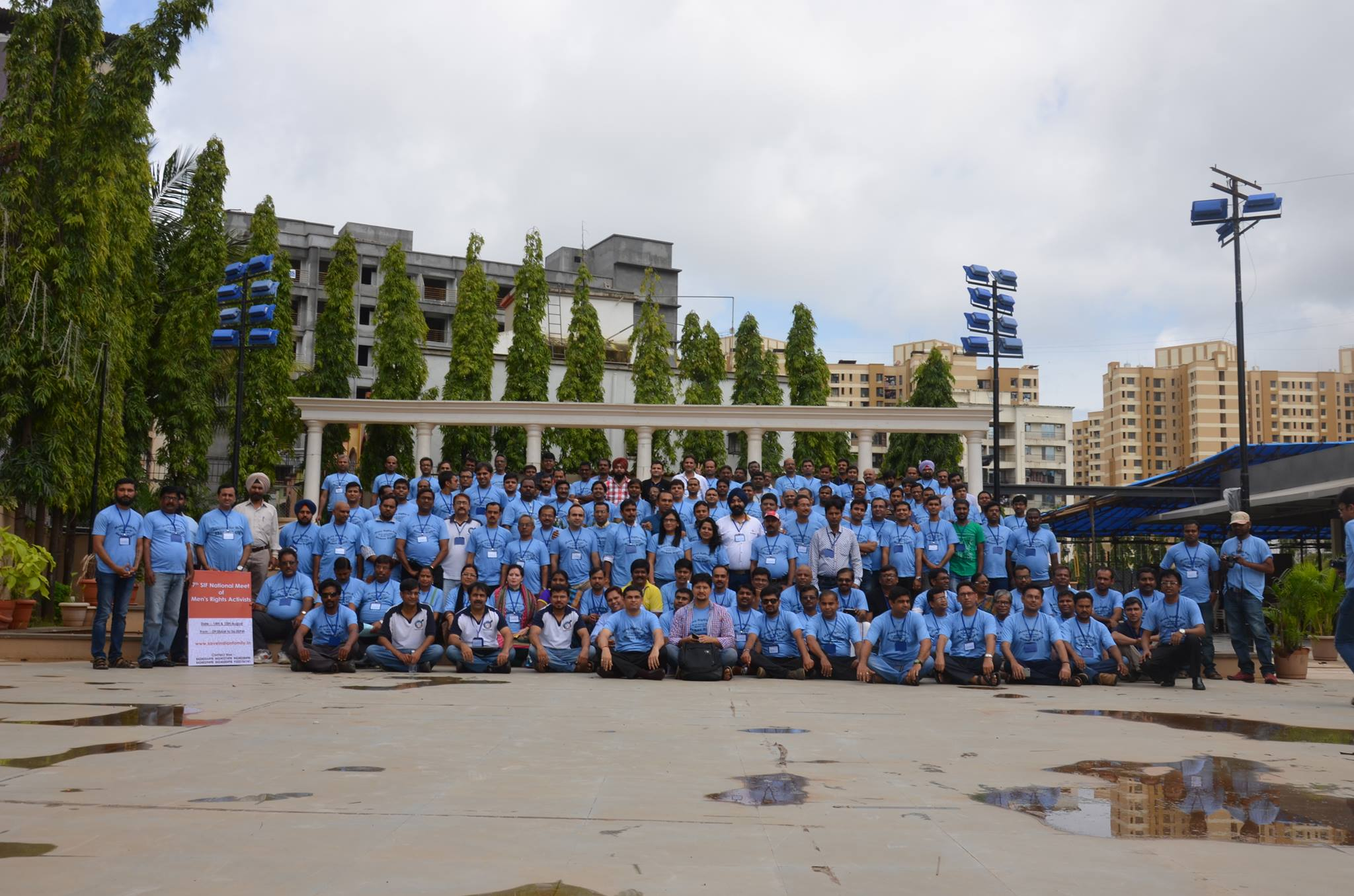
پرسنل سازمان نجات بنیان خانواده هند

سازمان نجات بنیان خانواده هند نام گروه طرفدار حقوق مردان، حامی بنیان خانواده و ضد فمینیسم در هند است. این گروه یک گروه سازمان مردم‌نهاد و غیرانتفاعی می‌باشد..

## تاریخچه
سازمان نجات بنیان خانواده هند در سال ۲۰۰۷ برای مبارزه با سوءاستفاده از قانون جهیزیه هند ایجاد شد. این سازمان چتری برای سایر گروه‌های مدافع حقوق مردان و خانواده در شهرها و استان‌های هند می‌باشد. سازمان نجات بنیان خانواده هند از تشکیل سازمان‌های مشابهی از جمله «انجمن حفاظت از نامادری‌های هند»" و «انجمن رفاه همه مردان هند» حمایت کرده‌است.
این سازمان به وسیلهٔ خطوط تلفن برای شوهران مورد ظلم و خانواده‌هایشان در بنگلور، چنای، کوچی (هند)، دهلی، گجرات، بمبئی، حیدرآباد (هند)، پونه، ناگپور، ناسیک، سورات، جایپور و کلکته ارتباط شبکه دارد. در سال ۲۰۱۰ این سازمان در وبسایتش ادعا کرد که «۳۰٬۰۰۰ عضو و بیش از میدانی و بیش از ۳٬۵۰۰ عضو اینترنتی دارد که با قدرت و اشتیاق و مانند کماندوها علیه این تروریسم قانونی می‌جنگند».

## فعالیت
سازمان نجات بنیان خانواده هند در سال ۲۰۱۰ با موفقیت کارزاری علیه «لایحه اصلاح ازدواج» انجام داد و در سال ۲۰۱۲ «شکست غیرقابل بازگشت ازدواج» را به عنوان زمینه برای طلاق تحت لایحه اصلاح ازدواج معرفی کرد.

## گردهمایی
اعضای این گروه همه ساله در ۱۵ اوت در یکی از شهرهایی که فعالیت دارد نشست ملی برگزار می‌کند. این نشست شامل یک کنفرانس مطبوعاتی نیز می‌شود.